# Lac-Repressor

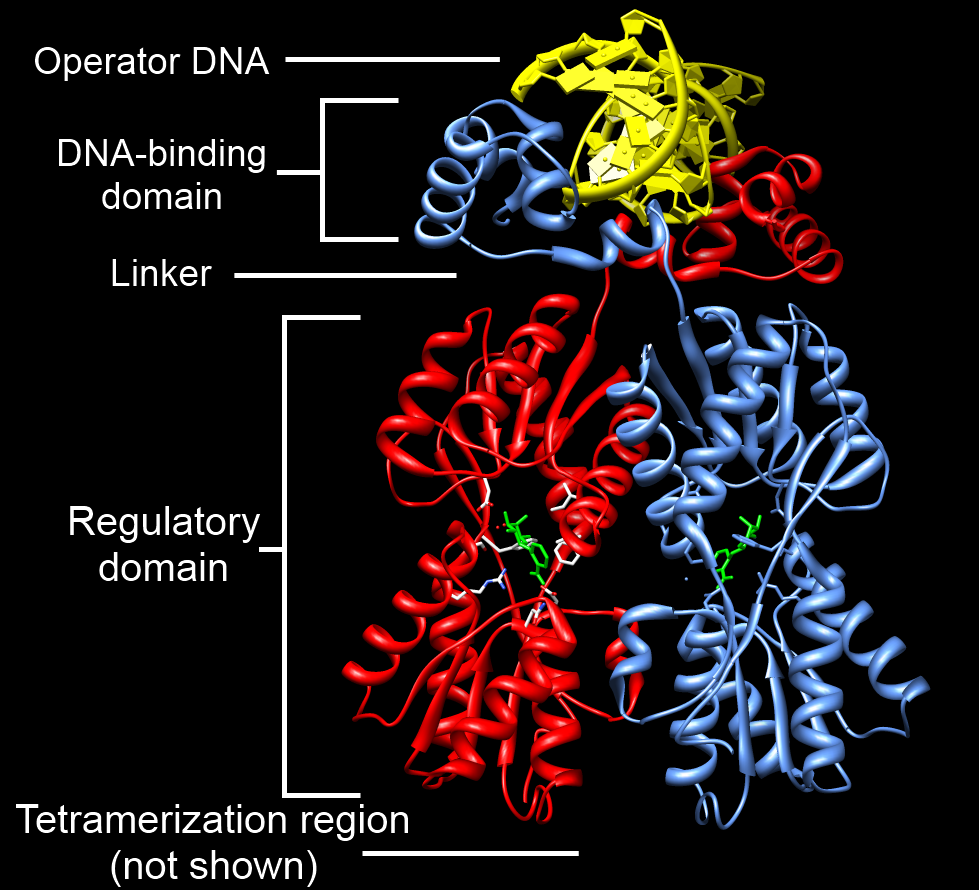
Struktur des Lac-Repressors

Der Lac-Repressor (Lacl) ist ein DNA-bindendes Protein, welches die Expression von Genen hemmt, die für den Abbau von Lactose zuständig sind (lacZ, lacY und lacA). Bei fehlender Lactosekonzentration kann der lac-Repressor an jeweils zwei Promotorregionen gleichzeitig anbinden, um die Expression der Strukturgene, wie die β-Galactosidase, zu hemmen.

## Struktur
Strukturell handelt es sich beim Repressor um ein Homotetramer. Dieses bindet in der kleinen Furche der doppelsträngigen DNA. Das Tetramer besteht aus zwei DNA-bindenden Untereinheiten, die jeweils aus zwei Monomeren zusammengesetzt sind. Jedes Monomer besteht aus vier unterschiedlichen Teilen:
1. Einer DNA-bindenden Helix-turn-helix-Struktur (beinhaltet zwei lacl-Proteine, die einen Operator binden)
2. Einem Linker (verbindet DNA-Bindestelle mit Induktor-bindender Domäne)
3. Induktor-bindenden Domänen (bindet Allolactose oder IPTG)
4. Einer Tetramerisationshelix (verbindet die vier Monomere in einem α-Helix-Bündel)